# John Hoeven
John Hoeven, född 13 mars 1957 i Bismarck, North Dakota, är en amerikansk republikansk politiker. Han valdes till senator för delstaten North Dakota i mellanårsvalet november 2010 och efterträdde 2011 den demokratiske senatorn Byron Dorgan som drog sig tillbaka från senaten. Hoeven var guvernör i North Dakota mellan december 2000 och december 2010.
Hoeven studerade vid Dartmouth College och Northwestern University. Han var vd för Bank of North Dakota 1993-2000. Banken ägs av delstaten.
Hoeven saknade politisk erfarenhet när han blev guvernör. Han upplevdes som en moderat guvernör och höjningen av lärarlönerna uppskattades stort i delstaten.
Som guvernörens hustru profilerade Mikey L. Hoeven sig i frågor som utbildning och preventionen av alkoholkonsumtion bland minderåriga, inte minst genom initiativet Leadership To Keep Children Alcohol Free.
Mellan januari 2007 och december 2010 var John Hoeven den sittande guvernör som suttit längst, i och med att han tillträdde några dagar före kollegorna Rick Perry, Mike Easley och Ruth Ann Minner. Hoeven är katolik.

## USA:s senat
Den 2 november 2010 vann Hoeven senatsvalet i North Dakota med 76 procent av omröstningen, mot demokraten Tracy Potter som fick 22 procent av rösterna.
Hoeven har gått en konservativ linje som politiker på vissa frågor och en moderat på andra inkluderat ökad utbildningsfinansiering, etiska reformer, ersättning för lärare, samt ökad finansiering på infrastruktur.
Han anser att offentlig sjukvård bör ges endast till äldre och barn.